# 추재엽
추재엽(秋在燁. 1955년 9월 29일(음력 8월 14일) ~)은 대한민국의 정치인이다. 제10·12·14대 서울특별시 양천구청장을 역임하였다. 

## 약력
- 1971년 ~ 1974년: 서울공업고등학교 전자과 졸업
- 1974년 11월: 철도연수원 9급 기능직(무선설비 기술자)
- 1979년 ~ 1983년: 홍익대학교 전기공학과 졸업
- 1981년 9월 30일 국군보안사령부 소속 중사 전역[2]
- 1984년 9월 15일 ~ 1985년 10월 15일 보안사 대공수사관[2]
- 1989년 ~ 1991년: 동국대학교 행정대학원 졸업
- 1991년 서울시의회 전문위원
- 1996년 자유민주연합 행정자치전문위원
- 2001년 ~ 2002년: 한나라당 부대변인
- 2002년 7월 1일 ~ 2006년 6월 30일: 민선 3기 양천구청장
- 2007년 4월 26일 ~ 2010년 6월 30일: 민선 4기 양천구청장(재보선, 서울시 최초의 무소속 자치단체장[3])
- 2011년 10월 27일 ~ 2013년 4월 26일: 민선 5기 양천구청장(재보선, 한나라당)
- 새누리당
- 재단법인 운정재단 사무총장

## 양천구청장 재직과 상실
2002년 7월에 열린 제 3회 지방선거에서 추재엽은 양천구청장에 당선되며 처음으로 정치계에 입문한다. 그러나 4년 뒤 열린 지방선거에서 한나라당 이훈구 후보에게 밀려 선거에서 패배하였다. 한편, 지방선거 과정에서 추재엽은 공천 결과를 받아들일 수 없다고 말하며 양천구 당원 천여 명과 함께 한나라당을 탈당하였으며, 이에 지역구 국회의원인 오경훈과 원희룡은 추재엽의 비리 혐의를 폭로, 검찰에 고발하였다. 그러나 이훈구 구청장은 8개월 뒤 검정고시 비리로 사퇴하게 되며, 추재엽은 검찰에서 고발에 대한 무혐의 처리를 받고 2007년에 열린 재보궐 선거에 도전해 당선되어 다시 구청장직에 복귀하였다. 2010년에 열린 제 5회 지방선거에서도 무소속으로 출마하였으나 낙선하였다. 하지만 당선자인 이제학 구청장이 지방선거 기간 중 추재엽이 보안사 근무시절 혐의를 조작하기 위해 고문을 했다고 주장한 것에 대해 추재엽은 이제학의 주장이 허위사실이라며 고소했고, 추재엽은 법정에 출석해 고문에 가담하지 않았으며 현장에 있지도 않았다고 증언했다. 이제학은 결국 대법원에서 허위사실 공표죄가 인정돼 벌금형을 받고 구청장직을 상실하게 된다.
한편 추재엽은 당초 구청장 재보궐을 불출마하고, 원희룡의 불출마 선언으로 국회의원 선거를 노렸었으나 8월 19일 양천구청장 재보선 출마를 선언하였으며, 한나라당에 복당하였다. 그리고  2011년 10월 26일 양천구청장 3선에 성공하였다.
하지만 이제학 구청장의 허위사실 유포 혐의가 유죄로 확정되자, 재일교포인 김병진 씨는 기자회견을 열어 추재엽이 고문을 하는 것을 직접 봤다고 주장했다. 이에 대해 추재엽은 선거기간 중 김병진 씨의 주장은 “동료 간첩을 밀고한 공으로 처벌을 면했던 자의 허위사실 유포”라는 내용의 문자 메시지를 선거구민들에게 발송했다. 그러자 김병진 씨는 추재엽의 문자 메시지가 허위사실 유포라며 추 씨를 고발했고, 검찰은 추 씨를 공직선거법 위반, 무고, 위증 등의 혐의로 기소했다.
2012년 10월 11일, 법원은 추재엽 구청장의 공직선거법 위반 혐의에 대해 징역 3월을 선고하고 위증 및 무고 혐의에 대해서도 징역 1년을 선고한 뒤 법정구속했다. 법원은 추재엽 구청장이 지난 5공화국이었던 1985년 보안사 재임 시절 민간인 유지길 씨를 불법연행해 간첩 자백을 받기 위해 고문한 점이 인정되고 재일교포 김병진 씨를 간첩이라고 지목한 것 등에 대해 허위사실유포 및 명예훼손으로 인정했다. 이어 추재엽 구청장이 구청장 재선거에 출마해 당시 유지길 씨를 고문한 적이 없고 김병진 씨가 허위사실을 유포했다고 주장하는 내용을 유권자들에게 휴대전화 문자메시지로 발송한 것도 모자라 기자회견까지 한 것은 엄하게 처벌해야 한다고 판시했다.
그 뒤 계속된 법정싸움 끝에 징역 1년 3개월과 동시에 구청장직을 상실하였다.

## 역대 선거 결과
|  | 16.2% |

|  | 55.19% |

|  | 32.12% |

|  | 51.74% |

|  | 32.30% |

|  | 48.96% |